# Georg Edward
Georg Edward, amtlicher Name bis zum 5. Oktober 1903 Georg Daniel Eduard August Andreas Geilfus (* 13. Dezember 1869 in Gießen, Großherzogtum Hessen; † 16. Juli 1969 ebenda), war ein deutscher Lyriker, Schriftsteller, Literaturwissenschaftler, Hochschullehrer, Journalist und Bibliothekar.

## Leben

### Anfänge in Gießen
Georg Edward wurde als Sohn des examinierten Apothekers und Chemikers Theodor Geilfus (1842–1931) in ein bürgerliches evangelisches Elternhaus geboren. In Gießen betrieb sein Vater einen Holz- und Baustoffgroßhandel, für den sich der zur Nachfolge bestimmte Sohn nicht im Geringsten interessierte. Seine Mutter, Auguste Geilfus, geborene Thorwart (1846–1875), verstarb bei der Geburt des jüngsten der drei Geschwister in seiner Kindheit. Seine Erziehung übernahm daher weitgehend eine Tante. Verwandtschaftliche Beziehungen zu der Gießener Industriellenfamilie Gail vermittelten ihm die Gepflogenheiten eines großbürgerlichen Milieus. Er besuchte nach drei Realschuljahren zunächst das Gymnasium in Gießen. In dieser Zeit unternahm er seine ersten poetischen Versuche. Mit einigen Schulfreunden gründete er – zum Missfallen seines Gymnasialdirektors – einen literarischen Zirkel. Nach Hänseleien und einem Eklat nahm sein Vater ihn vom Gießener Gymnasium und schickte ihn, nach mehrwöchigem Erholungsaufenthalt im Odenwald, auf ein Mainzer Gymnasium mit angegliedertem Internat, dem ein Corpsbruder des Vaters vorstand. Dort erlebte Georg Edward glücklichere Gymnasialjahre, zumal die Mainzer Lehrer seine dichterischen Interessen und Versuche wohlwollend unterstützten. Ob er das Abitur erwarb oder bereits mit der Primareife abging, ist nicht bekannt.
Durch seine erste große Liebe zu einer jungen Engländerin, mit der er fast sieben Jahre lang innig verbunden blieb, erwarb er ausgezeichnete englische Sprachkenntnisse. Sie führte ihn in die Literatur ihrer Heimat ein. Nach der schottischen Ballade Edward, Edward in Percys Balladensammlung Reliques of Ancient English Poetry anglisierte er seinen eigenen dritten Vornamen und nannte sich fortan – zunächst inoffiziell – Georg Edward.
Früh betrieb er als Autodidakt historische und literaturgeschichtliche Quellenstudien zur deutschen, englischen und französischen Poesie. Zu seinen literaturwissenschaftlichen Studien besuchte er die alte Gießener Universitätsbibliothek. Gelegentlich nahm er als Gasthörer an Vorlesungen an der Ludwigs-Universität teil. Ein letztes Lied war das erste Gedicht, das er 1888 in der Darmstädter Zeitschrift Phoenix veröffentlichte. Zunächst noch unter seinem bürgerlichen Namen Georg Geilfus, dann als Georg E. Geilfus, schließlich unter dem Künstlernamen Georg Edward, veröffentlichte er bald weitere Gedichte.
Prägend wurde für ihn der Kontakt mit dem Gießener Schriftsteller Alfred Bock und die Bekanntschaft mit den Schriftstellern Franz Evers, Carl Busse und Karl Emil Franzos, besonders aber die intensive und langjährige Freundschaft mit dem in Gießen studierenden Dichter Karl Wolfskehl. Bekannt wurde er in weiteren Kreisen durch das in Dresden erscheinende Magazin für die Litteratur und die von Evers in Goslar (später Augsburg) herausgegebene Zeitschrift Litterarische Blätter, die viele seiner Gedichte und Balladen-Umdichtungen veröffentlichten. Mit Evers gab er 1892 die Anthologie Symphonie heraus, in der er selbst stark vertreten war. Mit Stolz erfüllte ihn, dass er bereits als junger Mann in der Zeitschrift Deutsche Dichtung publizieren durfte.
Im Sommer 1891 lud ihn Stefan George bei einem Besuch in Gießen zur Mitarbeit an der Zeitschrift Blätter für die Kunst ein. Einige seiner Gedichte, die George ohne Absprache gekürzt und verändert hatte, erschienen daraufhin in Georges Zeitschrift. Dies trug zu dem ihm missliebigen Bild bei, er sei ein Freund und Jünger Georges gewesen. Während sich Edward aber von George abwandte, kam Wolfskehl durch Edward in Berührung mit dem dichterischen Werk Georges, das jener begeistert in sich aufnahm.
Aufmerksamkeit gewann Georg Edward auch durch einen Aufsatz in der Literaturbeilage der Frankfurter Zeitung über Die altschottischen Volksballaden, den er mit Übersetzungsbeispielen ausstattete. In der Literaturbeilage der Münchner Allgemeinen Zeitung veröffentlichte er ein Porträt des Dichters Jens Peter Jacobsen, über dessen literarisches Gesamtwerk bis dahin im deutschen Sprachraum noch keine Darstellung vorlag. Ein Merkmal seiner frühen literaturgeschichtlichen und theoretischen Arbeiten war ihre klare, präzise, ungekünstelte Sprache, der sich Georg Edward zwar zeitlebens verpflichtet wusste, der er aber in seinem späteren erzählerischen Werk nicht mehr gerecht wurde.

### Amerika
Auf Wunsch des Oberbibliothekars Hermann Haupt, dem er oft zur Hand gegangen war, trat Georg Edward am 1. Januar 1893 als Volontär in die Universitätsbibliothek Gießen ein. Doch schon am 28. Januar 1893 reiste er überstürzt aus Gießen ab, da sein Vater ihn mit Hilfe eines Rechtsanwalts aus dem Hause gewiesen hatte. Nach vergeblichen Versuchen, eine adäquate Beschäftigung zu finden, vermittelten ihm Frankfurter Freunde die Möglichkeit, als Auslandskorrespondent über die World’s Columbian Exposition in Chicago zu berichten. Am 20. Mai 1893 reiste er dem Dampfer Westernland nach New York City. Verwandte in Chicago halfen ihm beim Start in der Neuen Welt. Dort lebte zunächst im Vorort Rogers Park, dann in der Satellitenstadt Evanston am Michigan-See.
In den folgenden anderthalb Jahrzehnten schrieb er Tausende von Korrespondentenberichte, zunächst über die Chicagoer Weltausstellung, dann auch über das bürgerliche Leben in Nordamerika, über den Verkehr und über soziale Probleme in der multikulturellen Großstadt Chicago, über die Rassentrennung und die Indianerfrage. Diese Berichte, die in der Weser-Zeitung, den Hamburger Nachrichten und der Neuen Zürcher Zeitung sowie in anderen Blättern erschienen, ermöglichten es ihm, seinen Aufenthalt, der zunächst nur für die Zeit der Weltausstellung gedacht war, zu verlängern und ihm einen dauerhaft auskömmlichen Lebensstil zu sichern. Enge Beziehungen, die er zum deutschen Konsulat in Chicago pflegte, verschafften ihm Kontakte zu einflussreichen Kreisen. Neben seinen Arbeiten für europäische Zeitungen verfasste Georg Edward auch viele Artikel über Deutschland und die deutschen Verhältnisse für deutsch- und englischsprachige Zeitungen in den Vereinigten Staaten. Im Ersten Weltkrieg versuchte er dabei, die deutschen Interessen publizistisch zu vertreten.

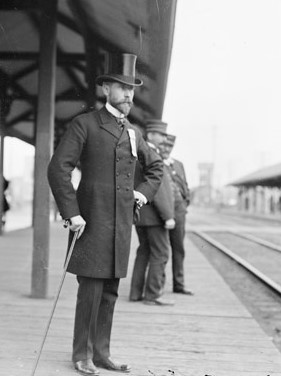
James Taft Hatfield

Während dieser Korrespondentenjahre arbeitete Georg Edward an seinen Dichtungen weiter. Auch von Chicago aus publizierte er in deutschen literarischen Zeitschriften, im Sommer 1897 erschienen in Leipzig seine Balladen und Lieder. Bei kulturellen Institutionen in Chicago hielt er außerdem Vorträge, z. B. über Shakespeare, Goethe, Schiller, Heine, Fontane und andere Themen. Am 6. Oktober 1894 begegnete er dabei James Taft Hatfield (1862–1945), dem leitenden Sprach- und Literaturwissenschaftler des German Department der Northwestern University in Evanston, der ihn sodann zu literarhistorischen Vorträgen einlud. Nachdem ihm angeboten worden war, einen erkrankten und bald verstorbenen Professor zu vertreten, bewährte er sich so gut, dass die Universität ihn als Dozenten für deutsche Sprache und Literatur fest anstellte. Regelmäßige Vorlesungen hielt er ab dem 19. März 1900, am 7. März 1901 wurde er zum Professor ernannt. Darüber hinaus versah er seit Anfang 1909 nebenher für mehrere Jahre eine Gastprofessur an der University of Virginia in Charlottesville. Zu deren Jahrhundertfeier hielt er einen Vortrag über Poes Verhältnis zur deutschen Literatur, für den ihm die Universität die Edgar-Allan-Poe-Medaille verlieh.
Am 16. Juni 1903 beantragte er beim Großherzogtum Hessen, dessen Staatsbürger er war, die Änderung seines Namens Georg Daniel Eduard August Andreas Geilfus in Georg Edward, was ihm durch Erlass vom 5. Oktober 1903 bewilligt wurde. Am 28. Dezember 1910 heiratete er die 17 Jahre jüngere Studentin und Pianistin Lillie A. M. Borneman (1886–1928) aus Wilmington in North Carolina, die er an der University of Virginia kennengelernt hatte. Ihre mehrmonatige Hochzeitsreise führte nach Europa. In München traf er seinen Freund Karl Wolfskehl; eine Wiederbegegnung mit Stefan George verlief frostig.
Während des Ersten Weltkriegs, in dessen Verlauf in den Vereinigten Staaten eine deutschfeindliche Stimmung anschwoll, konnte er zunächst seine Lehrtätigkeit an der Northwestern University ungehindert fortsetzen. Erst als US-amerikanische Frauenverbände ihn bei den Trustees der Universität denunzierten und eine Pressekampagne gegen ihn anzettelten, konnte ihn Hatfield, der ihm freundschaftlich gesinnt war, nicht mehr halten. Am 29. April 1918 erhielt er sein Entlassungsschreiben als Universitätsprofessor zum 30. August 1918. In der Folge zog Georg Edward mit seiner Frau auf die Farm der Schwiegereltern in Wilmington, wo er an Malaria erkrankte und damit begann, den Roman Die Insel Antillia, seine erste größere Erzählung, zu schreiben. Als „Sommer-Roman“ erschien dieses Werk im Spätsommer 1923 in den Hamburger Nachrichten in 25 Fortsetzungen. Unterdessen setzte er auch seine dichterischen Arbeiten fort, was durch die Gedichtsammlung Späne aus meiner Werkstatt belegt wird.
Als Georg Edward nach dem Ersten Weltkrieg nach Evanston zurückgekehrt war, bot ihm Hatfield die Wiederaufnahme der Lehrtätigkeit an der Northwestern University an. Gekränkt durch die Entlassung, lehnte Edward zwar ab, fand sich aber bald zu gelegentlichen Vorträgen bereit. Eine neue Beschäftigung „zu dreifachem Professorengehalt“ trat er am 28. Juni 1921 als Leiter der Benjamin-Franklin-Bibliothek in Evanston an. Als Direktor dieser Spezialbibliothek, deren wissenschaftliche Erschließung ihm oblag, konnte er seinen persönlichen literarischen Neigungen nachgehen. Er fuhr zu Auktionen, verwaltete und vermehrte die große Autographensammlung des Multimillionärs William Smith Mason (1866–1961).
In dieser Zeit hatte sich das Ehepaar Edward bereits auseinandergelebt. Seine an fortschreitender Multipler Sklerose leidende Ehefrau brachte Edward nach Wilmington, wo sie 1928 verstarb. Im gleichen Jahr veröffentlichte er in München seinen zweiten „Karibik-Roman“ unter dem Titel Passatwind. Ins Englische übersetzt von Arthur J. Ashton erschien dieses Werk 1929 unter dem Titel Naked Island in New York. Bei einer Präsentation des Buches in Chicago lernte Edward Ingeborg Söderström kennen, eine junge Frau aus Deutschland, mit der er einige glückliche Monate verbrachte, ehe sie 1930 nach Deutschland zurückkehrte. Anschließend hatte er eine Affäre mit einer kreolischen Varieté-Tänzerin, die er in einer späteren Erzählung literarisch verarbeitete.

### Wieder in Gießen
Als der Multimillionär Mason seine Benjamin Franklin Library der Yale University in New Haven stiftete, verlor Edward seinen Posten. Am 30. April 1931 verließ er daraufhin Chicago, wo er fast vier Jahrzehnte gewirkt hatte, und kehrte nach Deutschland zurück. Am 29. Mai 1931 kam er nach Gießen. Sein greiser Vater erkannte ihn nicht wieder. In dem 1885 erbauten Elternhaus begann er wieder an Prosatexten zu arbeiten, in Bibliotheken zu studieren und  freundschaftliche Kontakte zu Literaten zu pflegen.

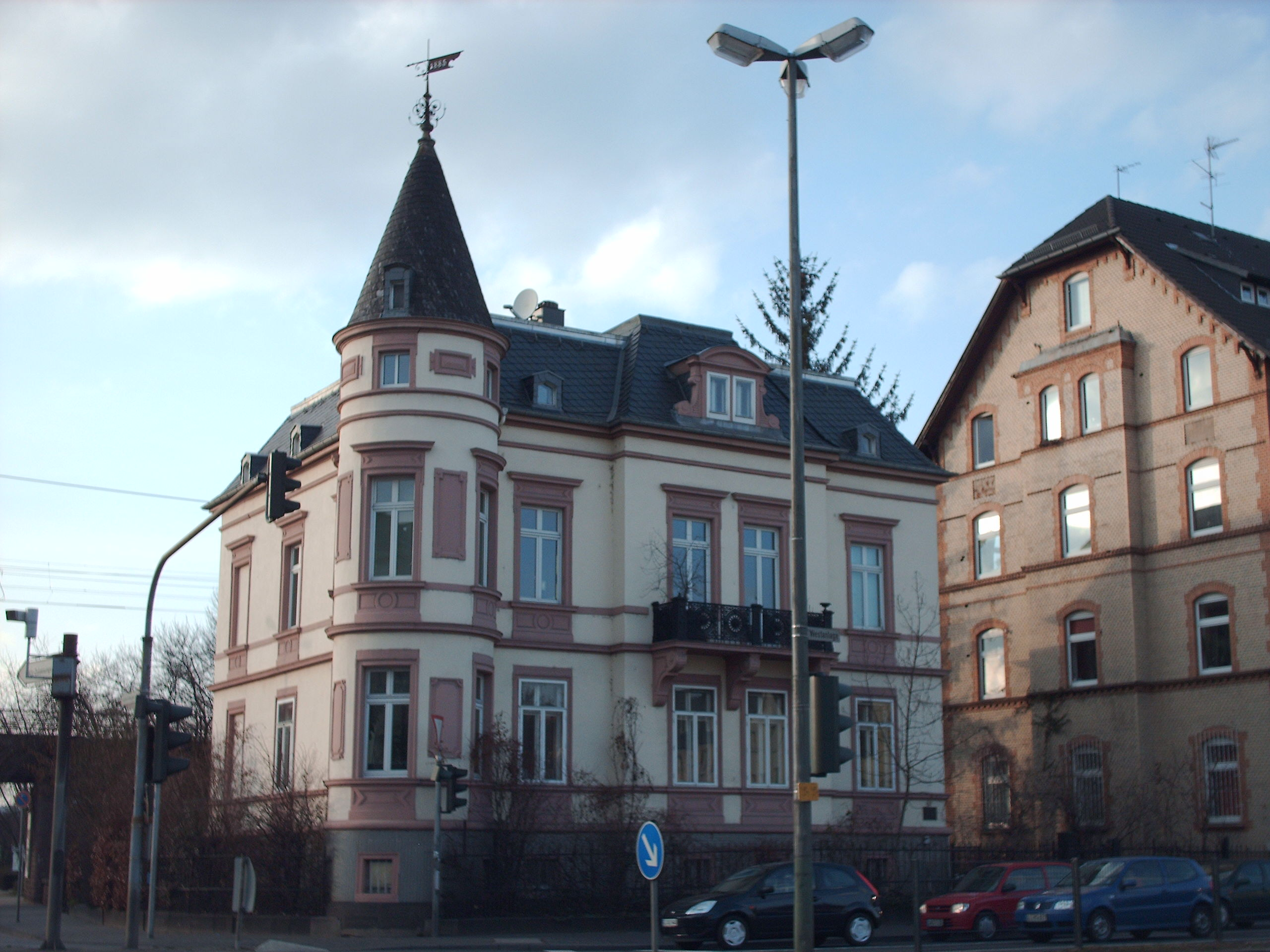
Baudenkmal Villa Geilfus, Westanlage 49, Gießen – Wohnsitz Edwards von 1885 bis 1893 und von 1931 bis 1969

Ohne Ansprüche auf Altersversorgung, aber versorgt mit einem Dollar-Vermögen, das er über Wirtschaftskrisen hin retten konnte, sowie ausgestattet mit Grundbesitz, den er nach dem baldigen Tod seines Vaters geerbt hatte, konnte Edward ein Leben als freier Schriftsteller ohne wirtschaftliche Nöte führen. Häufig ließ er sich sogar für einige Tage oder Wochen von einem Gießener Piloten nach Frankfurt am Main fliegen und stieg in besten Hotels ab, bummelte abends bis in die tiefe Nacht durch die besseren Nachtlokale, besuchte Theater und Varietés. Als seine Mittel knapper wurden, benutzte er zwar die Eisenbahn für derartige Exkursionen, doch behielt er seine Gewohnheit bis zur totalen Zerstörung Frankfurts im Zweiten Weltkrieg bei.
Kurz nach der Machtübernahme Adolf Hitlers lernte Edward im Lesesaal der Rothschild’schen Bibliothek in Frankfurt die erst 20 Jahre alte Rita Hillerbrand (1913–1941) kennen, eine junge Dame aus Bad Reichenhall, mit der er auch dann noch eine innige platonische Beziehung führte, als diese einen Industriellen geheiratet hatte.
Aus Edwards Tagebüchern und Korrespondenzen geht hervor, dass er dem nationalsozialistischen Regime ablehnend gegenüberstand. Bereits zu Beginn des „Dritten Reiches“, als die Judenhetze begann, soll er den SA-Boykott jüdischer Geschäfte in Gießen durchbrochen haben und nur durch das Dazwischentreten beherzter Polizisten einer Festnahme und einer „Schutzhaft“ der SA entgangen sein. Die NSDAP-Kreisleitung bereitete ihm in der Folge häufig Schwierigkeiten, die Gestapo behielt ihn im Auge, seine Bücher wurden verboten oder durften gar nicht erst gedruckt werden. Sein 1936 fertiggestellter Roman Liliane durfte wegen unerwünschter „liberalistischer“ Tendenzen nicht erscheinen, weil er darin einer Kreolin bessere und höhere Charaktereigenschaften als einer weißen Amerikanerin zuerkannt habe. Verleger, die seine Werke publizieren wollten, vermochte er nicht zu finden. Eine Ausnahme war Wilhelm Dreecken (1887–1968) in Berlin, der 1940 den kleinen Roman Die chinesische Sklavin herausgab. Dreecken berief sich darauf, dass Edward in diesem sozialpsychologisch interessanten Werk keinerlei politische Themen angesprochen habe.
Bekannte und Freunde wurden in dieser Zeit verhaftet und deportiert, während des Zweiten Weltkriegs auch seine ihn versorgende Nichte Auguste Wagner (1900–1987). Infolge einer Denunziation in Marburg wurde sie ab Oktober 1944 wochenlang von der Gestapo inhaftiert und im Februar 1945 wegen „Wehrkraftzersetzung“ zu acht Jahren Zuchthaus verurteilt. Die Vorfälle um den Widerstandskreis des mit ihm befreundeten Gießener Malers Heinrich Will zeichnete er in seinen Tagebüchern ebenfalls auf. In seiner Wohnung gewährte er französischen Kriegsgefangenen und verschleppten polnischen Zwangsarbeiterinnen einen heimlichen Freiraum.
Am Ende des Zweiten Weltkriegs trafen wiederholte Bombenhagel auch die Stadt Gießen. Bei einem Luftangriff fing sein Haus Feuer. Dabei ging auch ein großer Teil seiner Korrespondenz unter. Die mit ihm im Luftschutzkeller den Angriff überlebenden französischen Kriegsgefangenen und polnischen Zwangsarbeiterinnen halfen, sein Haus vor dem Ausbrennen zu retten. In seiner Not flüchtete er zu Verwandten, der Fabrikantenfamilie Gail in Biebertal.
Nach dem Zweiten Weltkrieg begegnete er überraschend dem US-amerikanischen Verwaltungsoffizier Walter Lichtenstein (1880–1964), der zu Edwards Chicagoer Professorenzeit Bibliothekar der Northwestern University gewesen war, dann als Bankdirektor in Chicago gearbeitet hatte und schließlich Professor in New Haven geworden war. Lichtenstein hatte Edwards Dollar-Vermögen verwaltet und gerettet.
In dem unveröffentlichten Roman Schloss Falkenstein verarbeitete Edward seine und die Erfahrungen Anderer aus der Zeit des Nationalsozialismus. Verleger für seine Arbeiten fand er allerdings kaum noch. Zugeschrieben wird dies auch seinem Schreibstil, den Verleger als „antiquiert“ abwiesen. Aus der umfangreichen Produktion erschienen nur die Romane
Komödie des Lebens. Roman aus Amerika, 1950 in Freiburg bei Dreecken, sowie 1953 in Rottweil Feuer unter der Erde über den Ausbruch der Montagne Pelée im Jahr 1902. Im Selbstverlag veröffentlichte er 1965 das Versepos Das Schwanenlied. In Zeitungen erschienen noch erheblich gekürzte Kurzgeschichten, zusammengestrichene Erzählungen und Gedichte.
Zuletzt gepflegt von seiner Nichte Auguste Wagner starb Georg Edward im Alter von fast hundert Jahren in Gießen. Seine Urne wurde auf dem Alten Friedhof der Stadt in der Familiengrabstätte Geilfus beigesetzt.

## Werke (Auswahl)
- Balladen und Lieder. Gedichte, 1897
- Die Insel Antillia. Roman, 1923
- Passatwind. Roman aus Westindien Roman, 1928 (Naked Island. A Romance of the West Indies, 1929)
- Liliane. Roman, 1936
- Die chinesische Sklavin. Roman, 1940
- Schloss Falkenstein. Roman, unveröffentlicht
- Komödie des Lebens. Roman aus Amerika, Roman, Freiburg 1950
- Feuer unter der Erde. Roman, Rottweil 1953